# Montemayor de Pililla
Montemayor de Pililla ist ein nordspanischer Ort und eine Gemeinde (municipio) mit 860 Einwohnern (Stand: 2024) in der Provinz Valladolid in der autonomen Region Kastilien-León. 

## Geografie
Montemayor de Pililla liegt im Süden der Provinz Valladolid etwa 30 Kilometer südöstlich vom Stadtzentrum von Valladolid in einer Höhe von ca. 865 m. 

## Bevölkerungsentwicklung
| 1450 | 1795 | 1326 | 1228 | 1111 | 1044 | 997 | 852 |

## Sehenswürdigkeiten

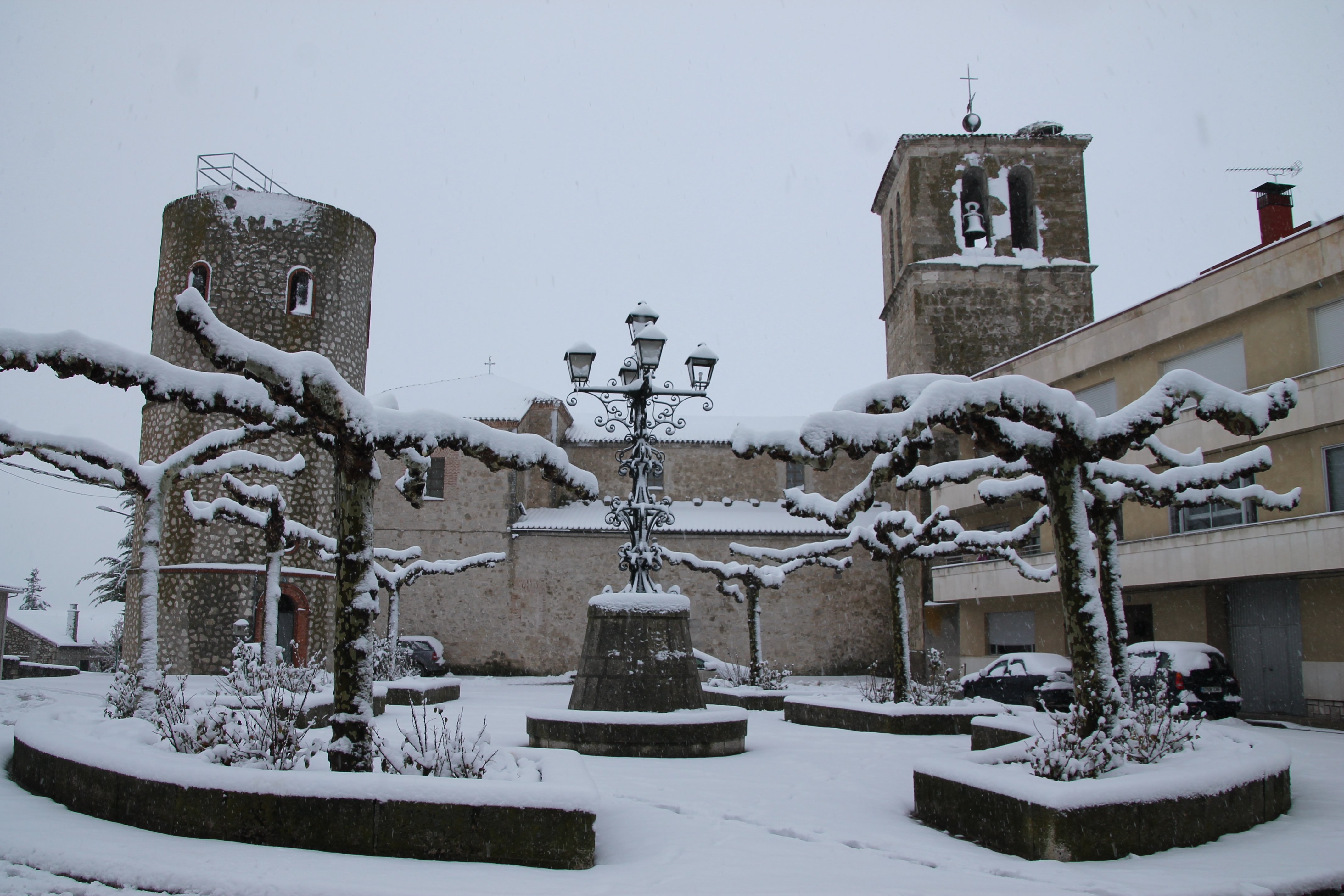
Magdalenenkirche

- Magdalenenkirche

## Persönlichkeiten
- Jesús Rico García (* 1954), römisch-katholischer Geistlicher, Bischof von Ávila ab 2023